# Knjiga Čija
Knjiga Čija (Či šu) ali Knjiga Južnega Čija (Nan Či šu) je zgodovina kitajske dinastije Južni Či, ki zajema obdobje od leta 479 do 502, in je ena od Štiriindvajsetih zgodovin kitajskega  zgodovinopisja. Napisal jo je Šjao Dzišjan v obdobju dinastije Ljang. Knjiga Čija je edina od Štiriindvajsetih zgodovin, katere avtor je bil član vladajoče hiše omenjene dinastije.  Šjao Dzišjan je bil namreč vnuk cesarja Gaoja, ustanovitelja Južnega Čija. 
Ko je bila knjiga prvič predstavljena cesarju Vuju iz Ljanga, se je imenovala preprosto Knjiga Čija. Potem ko je bila napisana Knjiga Severnega Čija, zgodovina kasnejše dinastije Severni Či, se je Knjiga Čija preimenovala v Knjigo Južnega Čija, da bi se ločevala od kasnejše.  Knjiga je v izvirniku vsebovala 60 zvezkov. Predgovor je bil kasneje izgubljen. 

## Vsebina
Zasnova knjige je podobna zasnovam prejšnjih standardnih zgodovin, z zvezki, ki vsebujejo letopise, razprave in biografije. Zvezki od 1 do 8 so letopisi cesarjev dinastije Či, začenši s cesarjem Gaojem, v zvezkih 1 in 2. Zajeti so tudi  nekateri kratkotrajni vladarji,, ki niso dobili posmrtnega cesarskega imena. V 4. zvezku so letopisi princa Julina, v  5. princa Hajlinga in v 7. markiza Donghuna. V zvezkih od 9 do 19 so razprave, v zvezkih 9 in 10 o obredih, v zvezku 11 o glasbi, v zvezkih 12 in 13 o astronomiji, v zvezkih 14 in 15 o upravnih okrožjih, v zvezku 16 o uradnih delovnih mestih, v zvezku 17 o kočijah in oblačilih, v zvezku 18 o ugodnih znamenjih in v zvezku 19 o petih elementih. 
Zvezki od 20 do 59 so biografije, ki se začnejo z biografijami cesaric in soprog. Šjao Dzišjan je 22. zvezek posvetil svojemu očetu, princu Venšjanu iz Judžanga. V 52. zvezku so biografije pisateljev in analiza literarnega sloga. Šjao Dzišjan je bil znan pesnik. Njegova razprava v tem zvezku velja za dragocen vir zgodovinske literarne kritike. V 54. zvezku je avtor opisal razpravo med taoistom Gu Huanom (ok. 425–488) in budistom Juan Canom (420–477). On sam je bil naklonjen budistični strani razprave.